# Leanid Kovel

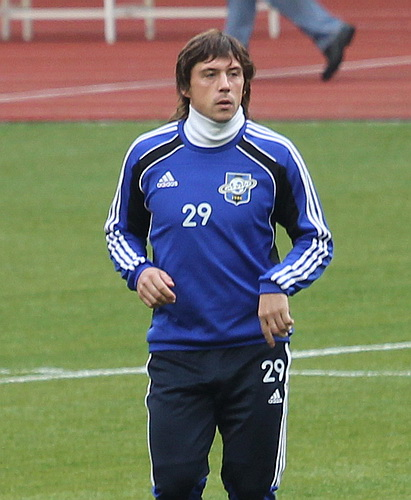
Leanid Kovel.

Leanid Leanidavitj Kovel (vitryska: Леанід Леанідавіч Ковель, ryska: Леонид Леонидович Ковель, Leonid Leonidovitj Kovel) född 29 juli 1986 i Smarhon, är en vitrysk fotbollsspelare som spelar för Irtysh Pavlodar. Kovel spelar även för Vitrysslands herrlandslag i fotboll, och gjorde sin landslagsdebut i en vänskapsmatch mot Turkiet år 2004. Sedan dess har han gjort 17 landskamper och tre mål.

## Karriärstatistik
| Säsong  | Klubb             | Nation   | Nivå | Matcher | Mål |
| ------- | ----------------- | -------- | ---- | ------- | --- |
| 2012    | FK Minsk          | Belarus  | I    | 22      | 8   |
| 2011    | Dynama Minsk      | Belarus  | I    | 28      | 2   |
| 2010    | Saturn Ramenskoje | Ryssland | I    | 4       | 0   |
| 2009    | Saturn Ramenskoje | Ryssland | I    | 20      | 0   |
| 2008    | Saturn Ramenskoje | Ryssland | I    | 6       | 0   |
| 2007–08 | Karpaty Lviv      | Ukraina  | I    | 16      | 6   |
| 2006–07 | Karpaty Lviv      | Ukraina  | I    | 13      | 6   |
| 2006    | Dynama Minsk      | Belarus  | I    | 19      | 5   |
| 2005    | Dynama Minsk      | Belarus  | I    | 23      | 9   |
| 2004    | Dynama Minsk      | Belarus  | I    | 27      | 7   |